# Mariusz Rybka
Mariusz Rybka (ur. 1968) – polski sztangista.
Był wychowankiem Zygmunta Smalcerza, zawodnikiem Legii Warszawa, mistrzem Polski juniorów i seniorów (1993, 1995), reprezentantem kraju na Mistrzostwach Europy.
W wyniku badań przeprowadzonych we wrześniu 1993 w organizmie zawodnika stwierdzono niedozwolone środki dopingujące. W związku z tym został ukarany dwuletnią dyskwalifikacją, a zgodnie z przepisami międzynarodowymi, po wykryciu dopingu u łącznie trzech polskich sztangistów w 1993 roku (także u Sergiusza Wołczanieckiego i Sławomira Zawady), cała reprezentacja Polski została wykluczona z udziału w startach w imprezach międzynarodowych na okres jednego roku.